# DR F35

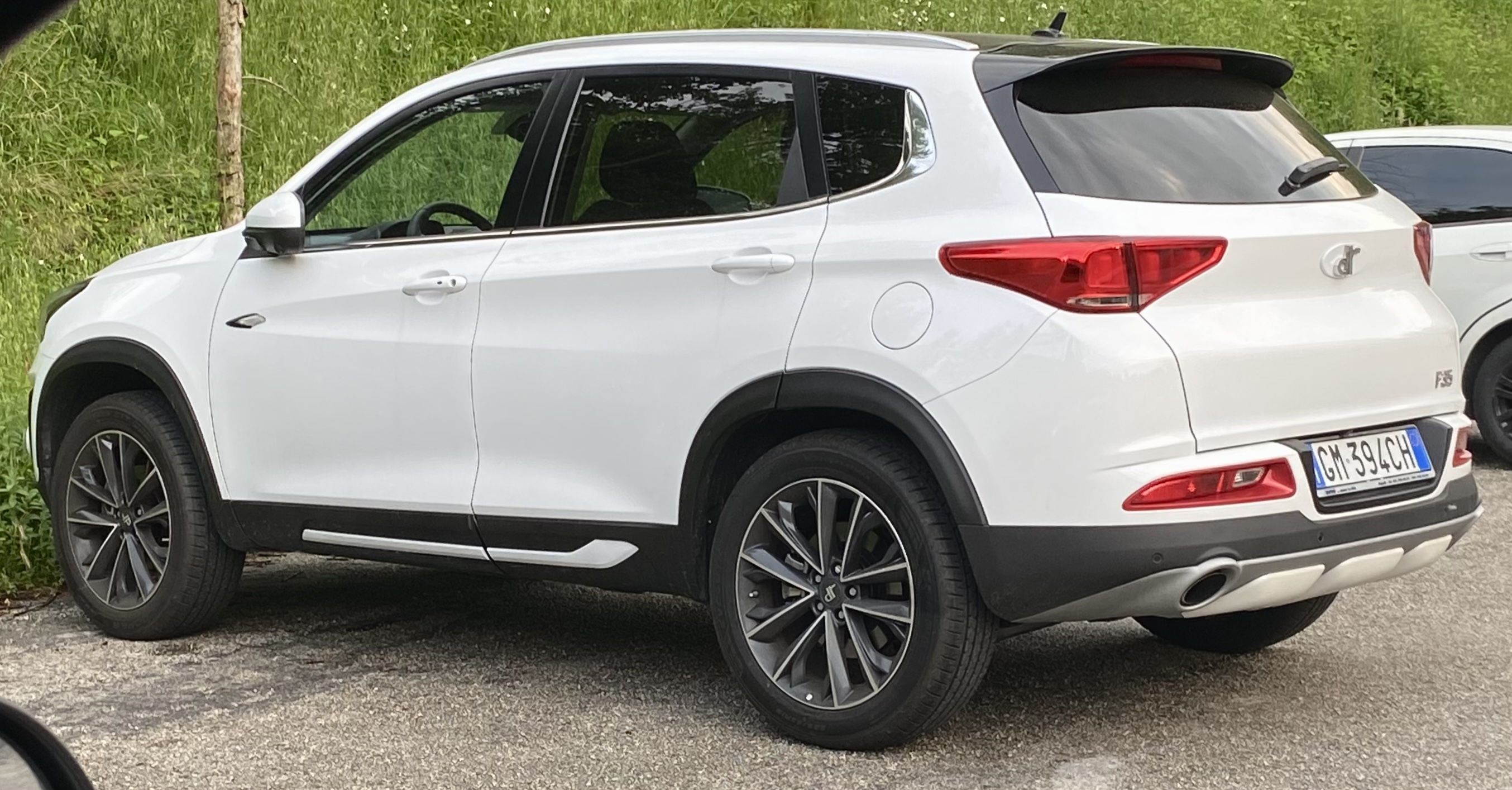
Heckansicht

Der DR F35 ist ein Sport Utility Vehicle des italienischen Automobilherstellers DR Automobiles, das baugleich mit dem chinesischen Chery Tiggo 7 ist.

## Geschichte
Vorgestellt wurde das Fahrzeug Anfang Juni 2020. Noch im selben Monat kam es in Italien zu Preisen ab 23.900 Euro in den Handel.

## Technische Daten
Angetrieben wird der DR F35 von einem 114 kW (154 PS) starken 1,5-Liter-Ottomotor mit Turbolader. Dieser Antrieb kommt bereits seit Juni 2019 im Chery Tiggo 7 zum Einsatz. Auf 100 km/h soll der Fünfsitzer in 10,5 Sekunden beschleunigen, die Höchstgeschwindigkeit gibt der Hersteller mit 190 km/h an. Der DR F35 erfüllt die Euro 6d-Abgasnorm. Gegen Aufpreis ist das SUV mit einem Flüssiggas-Antrieb erhältlich.
|                                             | DR F35                             |
| Bauzeitraum                                 | 06/2020–04/2022                    |
| Motorkenndaten                              |                                    |
| Motortyp                                    | R4-Ottomotor                       |
| Hubraum                                     | 1498 cm³                           |
| max. Leistung bei min−1                     | 114 kW (154 PS) / 5500             |
| max. Drehmoment bei min−1                   | 230 Nm / 1750–4000                 |
| Kraftübertragung                            |                                    |
| Antrieb, serienmäßig                        | Vorderradantrieb                   |
| Antrieb, optional                           | —                                  |
| Getriebe, serienmäßig                       | 6-Gang-Schaltgetriebe              |
| Getriebe, optional                          | [6-Stufen-Doppelkupplungsgetriebe] |
| Messwerte                                   |                                    |
| Höchstgeschwindigkeit                       | 190 km/h [190 km/h]                |
| Beschleunigung, 0–100 km/h                  | 10,5 s [10,5 s]                    |
| Tankinhalt                                  | 57 l [57 l]                        |
| Kraftstoffverbrauch auf 100 km (kombiniert) | 7,8 l Super [7,4 l Super]          |
| CO2-Emissionen (kombiniert)                 | 150 g/km [140 g/km]                |
| Abgasnorm                                   | Euro 6d                            |